# Steve Maclin
Stephen Kupryk (Rutherford, 26 de maio de 1987) é um lutador profissional americano. Ele trabalha atualmente para a Total Nonstop Action Wrestling (TNA), onde se apresenta sob o nome de ringue Steve Maclin, e é ex-campeão mundial da TNA e o primeiro campeão internacional da TNA. Ele também é conhecido por seu tempo na WWE, onde se apresentou sob o nome de ringue Steve Cutler.

## Início de vida
Stephen Kupryk nasceu em 26 de maio de 1987, em Rutherford, Nova Jérsei. Em 2007, ele se alistou no Corpo de Fuzileiros Navais dos Estados Unidos, sendo enviado duas vezes para a Guerra do Afeganistão como atirador de metralhadora no Segundo Batalhão, Oitava Divisão de Fuzileiros.

## Carreira na luta livre profissional

### Início de carreira (2013–2014)
Kupryk começou a treinar para a luta livre profissional após concluir seu serviço militar. Ele fez sua estreia em 26 de janeiro de 2013, em um evento da Monster Factory Pro Wrestling (MFPW), sob o nome de ringue Tommy Maclin, onde derrotou Anthony Bennett. Na MFPW, ele conquistou o Campeonato dos Pesos Pesados da MFPW e o Campeonato de Duplas da MFPW.

### WWE (2014–2021)
Em 2014, Kupryk assinou um contrato com a WWE e começou a treinar no WWE Performance Center. Ele fez sua estreia sob o nome de ringue Steve Cutler no episódio de 3 de julho do NXT, perdendo para CJ Parker. Em fevereiro de 2018, ele começou a formar equipe com Jaxson Ryker e Wesley Blake, criando o grupo vilanesco The Forgotten Sons. O trio fez sua primeira aparição televisiva no episódio de 29 de agosto do NXT, em um segmento nos bastidores com o gerente geral William Regal. Cutler e Blake representaram o grupo no Dusty Rhodes Tag Team Classic de 2019, onde derrotaram Danny Burch e Oney Lorcan na primeira rodada e Moustache Mountain nas semifinais, antes de perderem para Aleister Black e Ricochet na final. No NXT TakeOver: XXV, Cutler e Blake competiram em uma luta fatal four-way de escadas pelo vago Campeonato de Duplas do NXT, e apesar da interferência de Ryker, os dois não conseguiram vencer. O grupo participou do Dusty Rhodes Tag Team Classic de 2020, mas foram eliminados na primeira rodada pelo Imperium (Fabian Aichner e Marcel Barthel).
No episódio de 10 de abril de 2020 do SmackDown, The Forgotten Sons fizeram sua estreia no plantel principal, derrotando o Lucha House Party (Gran Metalik e Lince Dorado). No episódio de 1º de maio do SmackDown, eles derrotaram os campeões de duplas do SmackDown, The New Day (Big E e Kofi Kingston). Isso levou a uma luta fatal four-way de duplas, que também envolvia Lucha House Party, John Morrison e The Miz, pelo título no Money in the Bank, onde The New Day manteve o título. The Forgotten Sons então começaram a se apresentar como patriotas americanos, com Cutler e Ryker destacando seus serviços no Corpo de Fuzileiros Navais. No entanto, a gimmick foi abandonada devido a um tweet polêmico de Ryker, que apoiava o presidente Donald Trump no meio do movimento Black Lives Matter e dos protestos de George Floyd, o que gerou reações negativas nos bastidores, nas redes sociais e entre os fãs. Como resultado, The Forgotten Sons foram retirados da televisão. No episódio de 4 de dezembro de 2020 do SmackDown, Cutler e Blake, agora conhecidos como The Knights of the Lone Wolf, retornaram, acompanhando King Corbin até o ringue e ajudando-o a derrotar Murphy. No entanto, em 4 de fevereiro de 2021, Cutler foi liberado de seu contrato com a WWE.

### Impact Wrestling/Total Nonstop Action Wrestling (2021–presente)

#### Primeiras rivalidades (2021-2022)
Em 3 de junho de 2021, foi anunciado que Kupryk, usando o nome de ringue Steve Maclin, assinou um contrato com o Impact Wrestling. Ele fez sua estreia no ringue como heel no episódio de 17 de junho do Impact!, derrotando Jason Page. Maclin iniciou uma rivalidade com Petey Williams, derrotando-o no Emergence e no episódio de 9 de setembro do Impact!. Maclin então entrou em um torneio para determinar o novo campeão da X Division, onde derrotou Williams e Black Taurus na primeira rodada, mas perdeu para Trey Miguel na final no Bound for Glory, quando ele fez o pin em El Phantasmo, talento da New Japan Pro-Wrestling (NJPW). Maclin teve uma nova chance pelo título ao derrotar o então número desafiante número um Laredo Kid no episódio de 18 de novembro do Impact!, tornando o combate uma luta three-way no Turning Point, mas perdeu novamente para Miguel, que fez o pin em Kid. Em dezembro, Maclin sequestrou Miguel nos bastidores e recebeu outra oportunidade pelo título da X Division no Hard To Kill, com a estipulação de que, se Maclin perdesse, ele não poderia mais lutar pelo título enquanto Miguel fosse campeão. No Hard to Kill, Maclin não conseguiu vencer Miguel e não pôde mais lutar pelo Campeonato da X Division.
No episódio de 20 de janeiro de 2022 do Impact!, Maclin enfrentou Jonathan Gresham pelo Campeonato Mundial da ROH, mas foi derrotado. No No Surrender, ele fez parte do Time Impact em uma luta de quintetos contra o Honor No More, mas não conseguiu vencer após Eddie Edwards traí-los. Em 5 de março, no Sacrifice, Maclin interferiu na luta de Rhino contra Edwards, atacando o ex-campeão com um bastão de kendo. No Rebellion, ele derrotou Chris Sabin e Jay White em uma luta three-way. No episódio de 5 de maio do Impact!, Maclin perdeu para o talento da NJPW, Tomohiro Ishii. Dois dias depois, no Under Siege, ele perdeu para Sabin. No pré-show do Slammiversary, Maclin competiu no Reverse Battle Royal, mas foi eliminado por Chris Bey. Em 1º de julho, no Against All Odds, Maclin interferiu na luta Clockwork Orange House of Fun, atacando Sami Callihan e ajudando Moose a vencer. Em 12 de agosto, no Emergence, ele perdeu para Callihan em uma luta sem desqualificações. Seis dias depois, Maclin competiu em uma luta six-way de eliminação para determinar o desafiante número um pelo Campeonato Mundial do Impact, que foi vencida por Edwards. Em 23 de setembro, no Victory Road, ele venceu uma luta three-way Barbed Wire Massacre contra Callihan e Moose. No Bound for Glory, Maclin competiu no Call Your Shot Gauntlet, onde o vencedor poderia escolher uma luta pelo campeonato de sua escolha, ficando como o vice-campeão após perder para o Bully Ray, que fez o seu retorno.

#### Campeão Mundial do Impact (2023-2025)
Em 13 de janeiro de 2023, no Hard To Kill, Maclin derrotou Rich Swann em uma luta Falls Count Anywhere. Em 24 de fevereiro, no No Surrender, Maclin derrotou Brian Myers, PCO e Heath, sendo Heath em quem Maclin fez o pin, em uma luta four-way para se tornar o desafiante número um pelo Campeonato Mundial do Impact de Josh Alexander. Em 24 de março, no Sacrifice, Maclin substituiu o lesionado Alexander para formar uma equipe com Swann e Frankie Kazarian, enfrentando Time Machine (Shelley, Sabin e Kushida) em uma luta que acabou em derrota. Em 16 de abril, no Rebellion, Maclin derrotou Kushida para conquistar o vago Campeonato Mundial do Impact. No episódio de 11 de maio do Impact!, Maclin fez sua primeira defesa de título bem-sucedida contra Rhino. Em 26 de maio, no Under Siege, Maclin manteve o título ao derrotar PCO em uma luta sem desqualificações. Após a luta, Maclin e Bully Ray jogaram Scott D'Amore através de uma mesa em chamas. Em 9 de junho, no Against All Odds, Maclin perdeu o título para Alex Shelley, encerrando seu reinado após 54 dias. Em 30 de junho, Maclin teve sua revanche pelo título contra Shelley durante a Noite 1 da Turnê Down Under do Impact, mas não conseguiu conquistar o campeonato.
Maclin estava programado para fazer dupla com Bully Ray para enfrentar Scott D'Amore e um parceiro misterioso no Slammiversary de julho, mas o Impact anunciou que Maclin não poderia competir devido a uma "lesão séria" sofrida durante a Turnê Down Under, que foi revelada como uma distensão na virilha. Em 27 de agosto, no Emergence, Maclin retornou de sua lesão e atacou Josh Alexander. Em 8 de setembro, no Victory Road, Maclin foi derrotado por Alexander no evento principal. Depois disso, Maclin passou a fazer parte de uma rivalidade tripla entre Moose, Rhino e PCO, o que levou a uma luta Monster's Ball com quatro participantes no Bound for Glory, vencida por PCO.
Em 13 de janeiro de 2024, no Hard To Kill, Maclin participou da primeira luta da recém-renomeada TNA, derrotando Rich Swann. No episódio de 18 de janeiro do Impact!, Maclin iniciou uma rivalidade com Nic Nemeth. Em seguida, Maclin formou uma aliança com The Rascalz para enfrentar a parceria de Nemeth com Mike Bailey e Trent Seven. Após semanas de confrontos entre os dois lados, Maclin finalmente enfrentou Nemeth no Sacrifice, onde foi derrotado. No episódio de 14 de março do Impact!, Maclin e The Rascalz perderam para Nemeth e Speedball Mountain, encerrando a rivalidade. Depois disso, Maclin e The Rascalz seguiram caminhos separados. Em 20 de abril, no Rebellion, Maclin foi derrotado por Mike Santana, que retornava à TNA.
Em 3 de maio, no Under Siege, Maclin fez dupla com Frankie Kazarian e foi derrotado por Eric Young e Josh Alexander. Em 14 de junho, no Against All Odds, Maclin fez equipe com Santana e derrotou The Rascalz. No episódio de 27 de junho do Impact!, Maclin venceu Sami Callihan em uma luta classificatória do "Road to Slammiversary", garantindo vaga em uma luta six-way de eliminação pelo Campeonato Mundial da TNA. No evento, ele foi o primeiro eliminado, por Moose. Em 30 de agosto, no Emergence, Maclin foi derrotado por Eric Young, mas apertou sua mão após a luta, tornando-se um face pela primeira vez em sua carreira. Em 13 de setembro, no Countdown to Victory Road, Maclin fez dupla com Young e derrotou Hammerstone e Jake Something.
No episódio de 10 de outubro do Impact!, Steve Maclin e Eric Young iniciaram uma rivalidade com Josh Alexander e o grupo The Northern Armory. Após o The Northern Armory atacar Young, Maclin desafiou Alexander para uma luta no Bound for Glory, onde foi derrotado. No Turning Point, Maclin conseguiu sua revanche e derrotou Alexander em uma luta sem desqualificações. Em 13 de dezembro, no Final Resolution, Maclin participou de uma luta four-way para determinar o desafiante número um ao Campeonato Mundial da TNA, que foi vencida por Joe Hendry.

#### Campeão Internacional Inaugural da TNA (2025-presente)
Em 17 de abril de 2025, no Unbreakable, Maclin entrou no torneio para coroar o primeiro campeão internacional da TNA, derrotando Eddie Edwards e Ace Austin em uma luta triple threat na rodada preliminar. Mais tarde, no evento, ele derrotou A. J. Francis e Eric Young para se tornar o primeiro campeão internacional da TNA. Em 27 de abril, no Rebellion, Maclin derrotou Young em sua primeira defesa de título.

## Vida pessoal
Em 2020, Kupryk começou a namorar a também lutadora profissional e nativa de Nova Jérsei, Deonna Purrazzo. Eles se casaram em 10 de novembro de 2022.

## Títulos e prêmios
- Destiny World Wrestling
  - Destiny Wrestling World Championship (1 vez)[81][82]
- Monster Factory Pro Wrestling
  - MFPW Heavyweight Championship (2 vezes)[7]
  - MFPW Tag Team Championship (1 vez) – com Mike Spanos[8]
- Total Nonstop Action Wrestling
  - Campeonato Mundial da TNA (1 vez)[83]
  - Campeonato Internacional da TNA (1 vez, inaugural, atual)
- Pro Wrestling Illustrated
  - PWI o colocou na #41ª posição dos 500 melhores lutadores individuais no PWI 500 em 2023[84]
- The Wrestling Revolver
  - Revolver Championship (1 vez)[85][86]
  - PWR Tag Team Championship (1 vez)[87] – com Westin Blake